# Balderico
Balderico  è un nome proprio di persona italiano maschile.

## Varianti
- Femminili: Balderica[1]

## Varianti in altre lingue
- Catalano: Balderic[2]
- Francese: Baldéric
- Germanico: Baldarich[3][4], Balderich[4], Paldarich[4], Baldrich[4], Baldric[4]
- Inglese: Baldric[3]
- Latino: Baldericus
- Polacco: Baldryk, Balderyk
- Russo: Балдрик (Baldrik)
- Spagnolo: Balderico[2]
- Tedesco: Balderich
- Ucraino: Бальдеріх (Bal'derich)

## Origine e diffusione
Continua il nome germanico Baldarich, composto dagli elementi sassoni bald (o baldt, "coraggioso", "audace") e ric (o rich, "potere", "dominio"). Il significato complessivo può essere interpretato come "poderoso e audace".
Inizialmente sostenuto dal culto di vari santi così chiamati, il suo uso odierno è rarissimo. Anche in Inghilterra, dove venne portato dai normanni, cadde in disuso dopo un periodo di popolarità nel Medioevo. 

## Onomastico
L'onomastico può essere festeggiato il 16 ottobre in ricordo di san Balderico, figlio di Sigeberto I, fratello di santa Bova, fondatore di un monastero a Montfaucon, in Svizzera.

## Persone
- Balderico di Bourgueil, abate, vescovo, poeta e cronista francese
- Balderico del Friuli, conte del Friuli

## Il nome nelle arti
- Baldric è un personaggio del videogioco Mystic Towers.
- Baldrick è un personaggio della serie televisiva Blackadder.